# ييرغانيس
بلدية ييرغانيس (بالإسبانية: Liérganes)‏، هي إحدى بلديات منطقة كانتابريا, المصنفة على أنها مقاطعة أيضاً، في شمال إسبانيا.
يبلغ عدد سكانها 2.266 نسمة وفقاً لإحصائية سنة (2002).